# Mosquiter senzill
El mosquiter senzill o mosquiter unicolor
(Phylloscopus neglectus) és una espècie d'ocell de la família dels fil·loscòpids (Phylloscopidae). Habita zones amb arbres de les muntanyes de l'Iran, nord de l'Afganistan i zona limítrofa de l'Uzbekistan i Tadjikistan, oest del Pakistan i nord de l'Índia. El seu estat de conservació es considera de risc mínim.